# Timofiej Achazow
Timofiej Arkadjewicz Achazow (ros. Тимофей Аркадьевич Ахазов, ur. 20 maja?/2 czerwca 1907 w guberni symbirskiej, zm. 9 czerwca 1979 w Czeboksarach) – radziecki polityk, zastępca przewodniczącego i p.o. przewodniczącego Prezydium Rady Najwyższej Rosyjskiej FSRR w 1966.

## Życiorys
Czuwasz z guberni symbirskiej, od 1923 w Komsomole, od 1927 w WKP(b), 1932 ukończył Komunistyczny Uniwersytet w Niżnym Nowogrodzie, 1939–1943 sekretarz Czuwaskiego Komitetu Obwodowego WKP(b), 1943–1944 słuchacz Wyższej Szkoły Partyjnej przy KC WKP(b), 1944–1948 II sekretarz, a 1948–1955 I sekretarz Czuwaskiego Komitetu Obwodowego WKP(b)/KPZR, 1957–1967 przewodniczący Prezydium Rady Najwyższej Czuwaskiej ASRR, w 1966 jako zastępca przewodniczącego Prezydium RFSRR tymczasowo pełnił obowiązki przewodniczącego Prezydium tej rady. Odznaczony dwoma Orderami Lenina, Orderem Czerwonego Sztandaru Pracy i medalami. Deputowany do Rady Najwyższej ZSRR. 1952–1956 kandydat na członka KC KPZR.